# Ronde van Drenthe 2023 (mannen)
De 60e editie van de Ronde van Drenthe voor mannen werd gehouden op zondag 12 maart 2023, een dag na de vrouwenkoers. De wedstrijd ging van start in Emmen en finishte na 143 kilometer in Hoogeveen. De wedstrijd maakte deel uit van de UCI Europe Tour 2023, in de categorie 1.1. Titelhouder was de Belg Dries Van Gestel. Hij werd opgevolgd door de Noor Per Strand Hagenes. Onderweg moest meermaals de VAM-berg beklommen worden.

## Uitslag
| Plaats  | Naam                 | Ploeg                    | Tijd     |
| ------- | -------------------- | ------------------------ | -------- |
| Winnaar | Per Strand Hagenes   | Jumbo-Visma              | 3u07'00" |
| 2       | Tobias Lund Andresen | Team DSM                 | + 8"     |
| 3       | Adam De Vos          | Human Powered Health     | z.t.     |
| 4       | Florian Vermeersch   | Lotto-Dstny              | z.t.     |
| 5       | Sam Welsford         | Team DSM                 | + 32"    |
| 6       | Milan Menten         | Lotto-Dstny              | z.t.     |
| 7       | Jenthe Biermans      | Arkéa-Samsic             | z.t.     |
| 8       | Gerben Thijssen      | Intermarché-Circus-Wanty | z.t.     |
| 9       | Casper van Uden      | Team DSM                 | z.t.     |
| 10      | Vito Braet           | Team Flanders Baloise    | z.t.     |

1960 · 1961 · 1962 · 1963 · 1964 · 1965 · 1966 · 1967 · 1968 · 1969 · 1970 · 1971 · 1972 · 1973 · 1974 · 1975 · 1976 · 1977 · 1978 · 1979 · 1980 · 1981 · 1982 · 1983 · 1984 · 1985 · 1986 · 1987 · 1988 · 1989 · 1990 · 1991 · 1992 · 1993 · 1994 · 1995 · 1996 · 1997 · 1998 · 1999 · 2000 · 2001 · 2002 · 2003 · 2004 · 2005 · 2006 · 2007 · 2008 · 2009 · 2010 · 2011 · 2012 · 2013 · 2014 · 2015 · 2016 · 2017 · 2018 · 2019 · 2020 · 2021 · 2022 · 2023 · 2024 · 2025